# Gelao vert de Liangshui
Pour les articles homonymes, voir Gelao (homonymie).
Le gelao vert de Liangshui, ou hagei, est une langue taï-kadaï parlée en Chine, dans la province de Guizhou par les Gelao.

## Classification
Le gelao de Liangshui est rattaché au gelao vert, aussi appelé hagei, un des ensembles de parlers du gelao. Il fait partie des langues kadaï, un des groupes des langues taï-kadaï. 

## Phonologie
Les tableaux présentent les phonèmes de la variété de gelao vert parlé dans le village de Liangshui (凉水), dans le xian de Qinglong, rattaché à la préfecture autonome buyei et miao de Qianxinan dans le Guizhou.  

### Voyelles
Les voyelles sont :
|         | Antérieure  | Postérieure |
| ------- | ----------- | ----------- |
| Fermée  | i [i] ɿ [ɿ] | ɯ [ɯ] u [u] |
| Moyenne | e [e]       | o [o]       |
| Ouverte | ɛ [ɛ] a [a] |             |

### Consonnes
les consonnes sont :
|            |           | Bilabiales | Alvéolaires | Alvéolaires | Alv.-p.   | Vélaires | Glottales |
| ---------- | --------- | ---------- | ----------- | ----------- | --------- | -------- | --------- |
| Centrales  | Latérales | Bilabiales |             |             | Alv.-p.   | Vélaires | Glottales |
| Occlusives | Sourde    | p [p]      | t [t]       |             |           | k [k]    | ʔ [ʔ]     |
| Occlusives | Aspirées  | ph [pʰ]    | th [tʰ]     |             |           | kh [kʰ]  |           |
| Fricatives | sourdes   | f [f]      | s [s]       |             | ɕ [ɕ]     | x [ x]   | h [h]     |
| Fricatives | Sonore    | v [v]      | z [z]       |             | ʑ [ʑ]     | ɣ [ɣ]    | ɦ [ɦ]     |
| Affriquées | Sourde    |            | ts [ts]     |             | tɕ [tɕ]   |          |           |
| Affriquées | Aspirées  |            | tsh [tsʰ]   |             | tɕh [tɕʰ] |          |           |
| Liquides   | Liquides  |            |             | l [l]       |           |          |           |
| Nasales    | Nasales   | m [m]      | n [n]       |             | ȵ [ ɲ]    | ŋ [ŋ]    |           |

### Tons
Le gelao de Liangshui est une langue tonale, avec 5 tons.
| Ton | Valeur | Exemple     | Traduction |
| --- | ------ | ----------- | ---------- |
|     | 33     | khiau33     | blanc      |
|     | 55     | ɦen55       | chien      |
|     | 53     | phin55lin53 | faucille   |
|     | 31     | ʔeŋ31       | eau        |
|     | 13     | piŋ13       | porte      |

## Grammaire

### Numéraux
Les numéraux de un à dix du gelao de Liangshui sont:
| un   | deux        | trois | quatre | cinq  | six   | sept   | huit  | neuf | dix  |
| ---- | ----------- | ----- | ------ | ----- | ----- | ------ | ----- | ---- | ---- |
| sɿ33 | sa55 ~ so55 | tau55 | pu55   | mei31 | ɲan31 | tsau55 | zau31 | so53 | pe53 |